# West Dulwich
West Dulwich ist ein Stadtteil der Londoner Bezirke Southwark und Lambeth. Zusammen mit East Dulwich und Dulwich Village bildet er den Stadtteil Dulwich. Östlich liegt Dulwich East, im Süden grenzt West Norwood und im Westen Tulse Hill an. Im Norden wird der Stadtteil durch Herne Hill begrenzt.

## Geschichte

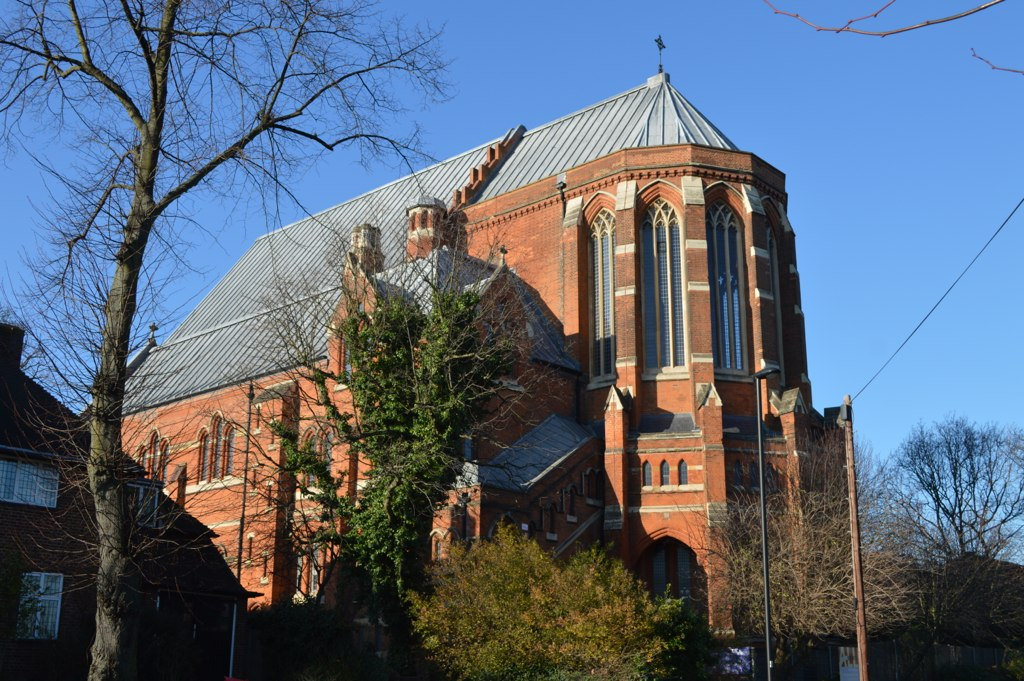
Allerheiligen Pfarrkirche

Die erste urkundliche Erwähnung des Gebiets um Dulwich stammt von König Edgar I. der im Jahr 967 dem Earl Aelfheah, einem seiner Thane, einen Weiler auf dem Gebiet zusprach. Der Name Dulwich wurde im Laufe der Zeit auf verschiedene Weise ausgesprochen, etwa Dilwihs, Dylways oder Dullag und bedeutet in etwa "Wiese wo der Dill wächst". Das Land stand unter anderem im Eigentum von Harald II. und gehörte nach 1066 zum Besitz von Wilhelm dem Eroberer. West Dulwich war früher Teil eines als Dulwich Common oder The Croxteds bekannten Überflutungsgebiets. Im 17. Jahrhundert wurde der Bereich von Edward Alleyn, dem Eigentümer, trockengelegt. Mit dem Bau der Eisenbahnlinie der London, Chatham and Dover Railway 1863 und der Eröffnung der Dulwich Railway Station noch im selben Jahr, wurde West Dulwich für die Bevölkerung Londons erschlossen. Heute leben hier 14.119 Menschen.

## Politik
Der Stadtteil gehört zum Wahlbezirk Dulwich and West Norwood und wird im House of Commons seit 1997 von Tessa Jowell, die der Labour Party angehört, vertreten. Kommunalpolitisch umfasst er die Wahlbezirke College Ward, East Dulwich und Village Ward im Bereich von Southwark und Gipsy Hill Ward sowie Thurlow Park Ward im Bereich von Lambeth. Drei der neun kommunalpolitischen Vertreter des Stadtteils gehören der Conservative Party an, drei weitere den Liberal Democrats. Die übrigen beiden Mandate bekleiden Angehörige der Labour Party.

## Sport und Freizeit
Der Wanderers FC, ein Fußballverein, ist in West Dulwich beheimatet. Der Club gewann Ende des 19. Jahrhunderts fünf Mal den FA Cup. Zudem gibt es einen Verein für Rasentennis und Croquet. Dulwich Park, Dulwich Wood und viele kleinere Parkanlagen sind fußläufig erreichbar.

## Sehenswürdigkeiten
Das von Edward Alleyn gegründete Dulwich College liegt in West Dulwich. Es ist eine von vier Privatschulen in der näheren Umgebung. Daneben gibt es auch vier staatliche Grundschulen.
Belair House (heute Beauberry House) liegt direkt gegenüber der West Dulwich Railway Station. Es wurde 1785 für John Files erbaut. Bis 1938 war es in Privatbesitz und ging dann auf das Southwark Council über. Ab Anfang 1990 verfiel das Haus immer mehr, bis es 1998 schließlich von einem privaten Investor gekauft und in ein gehobenes Restaurant umgebaut wurde. Zu dem Gebäude gehört eine große Parkanlage, die der Öffentlichkeit zugänglich ist. Der in diesem Park befindliche See ist der einzige Teil des River Effra, der nicht unterirdisch fließt. 
Die unter Denkmalschutz stehende All Saints Church liegt in der Rosendale Road. Das im Stil der Neugotik zwischen 1888 und 1897 nach einem Entwurf des Architekten George Fellowes Prynne errichtete Gebäude sollte ursprünglich als Kathedrale für South London dienen. Der ursprüngliche Entwurf wurde jedoch im Maßstab verkleinert. Am 9. Juni 2000 brach ein Feuer im Kirchengebäude aus, wodurch es schwer beschädigt wurde. Im April 2006 wurde die Kirche nach umfangreichen Renovierungsarbeiten wiedereröffnet.
Kingswood House ist ein Herrenhaus im viktorianischen Stil, das ursprünglich Königin Caroline gehörte. Heute steht es im Eigentum der öffentlichen Hand und wird hauptsächlich für Konferenzen und Hochzeiten genutzt.
Das Rosendale ist eines der ältesten Pubs in West Dulwich, das früher als Remise genutzt wurde.

## Verkehr

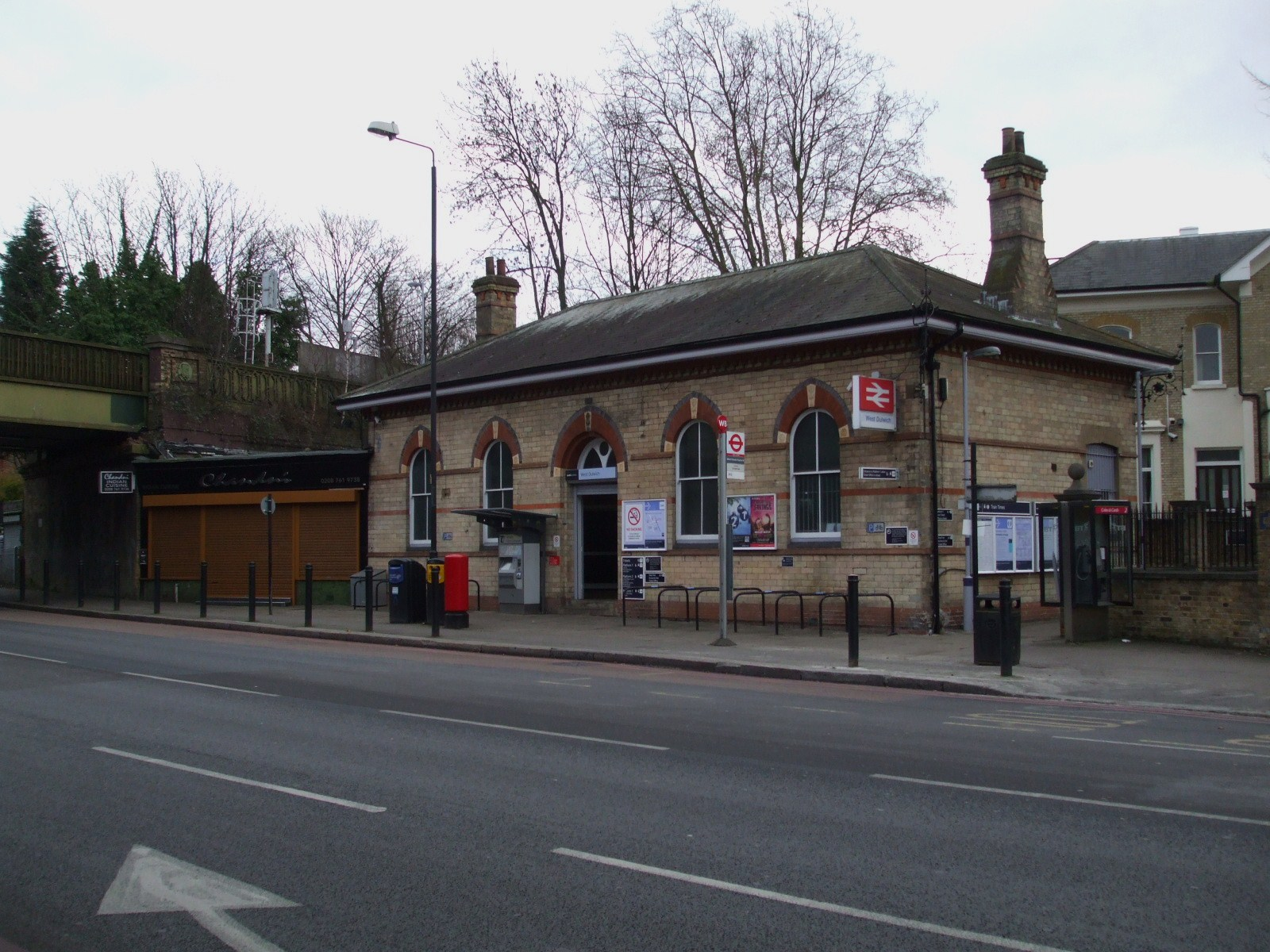
West Dulwich Railway Station

Über die West Dulwich Railway Station ist der Stadtteil an den öffentlichen Personennahverkehr angebunden. Von dort verkehren Züge der Bahngesellschaft Southeastern außerhalb der Stoßzeiten in zwölf Minuten nach London Victoria Station. Innerhalb der Stoßzeiten fahren auch Züge an den Bahnhof Blackfriars. Die Züge der Gegenrichtung fahren bis Orpington. Durch zahlreiche Buslinien ist der Ort auch an das Netz der London Buses angeschlossen. Die nächste Station der London Underground ist die Brixton Station. Sie ist etwa fünf Kilometer vom Zentrum West Dulwichs entfernt und liegt an der Victoria Line.

## Berühmte Bewohner
- Peter Cushing (1913–1994), Schauspieler